# Arenaria uninervia
Arenaria uninervia är en nejlikväxtart som beskrevs av Mcneill. Arenaria uninervia ingår i släktet narvar, och familjen nejlikväxter. Inga underarter finns listade i Catalogue of Life.